# Billing (Northamptonshire)
Billing est une paroisse civile du Northamptonshire, en Angleterre.